# Beaurepaire (Vendée)
Pour les articles homonymes, voir Beaurepaire.
Beaurepaire est une commune française située dans le nord du département de la Vendée en région Pays de la Loire.
Ses habitants sont les Beaurepairiens.

## Géographie
Le territoire municipal de Beaurepaire s’étend sur 2 450 hectares. L’altitude moyenne de la commune est de 94 mètres, avec des niveaux fluctuant entre 62 et 129 mètres,.
|                     |             | La Gaubretière |
| Bazoges-en-Paillers | Beaurepaire |                |
| Saint-Fulgent       |             | Les Herbiers   |

### Climat
Pour des articles plus généraux, voir Climat des Pays de la Loire et Climat de la Vendée.
En 2010, le climat de la commune est de type climat océanique franc, selon une étude du CNRS s'appuyant sur une série de données couvrant la période 1971-2000. En 2020, Météo-France publie une typologie des climats de la France métropolitaine dans laquelle la commune est exposée à un climat océanique et est dans la région climatique  Bretagne orientale et méridionale, Pays nantais, Vendée, caractérisée par une faible pluviométrie en été et une bonne insolation. 
Pour la période 1971-2000, la température annuelle moyenne est de 11,8 °C, avec une amplitude thermique annuelle de 14,2 °C. Le cumul annuel moyen de précipitations est de 826 mm, avec 12,7 jours de précipitations en janvier et 6,6 jours en juillet. Pour la période 1991-2020, la température moyenne annuelle observée sur la station météorologique de Météo-France la plus proche, « St-Fulgent_sapc », sur la commune de Saint-Fulgent à 9 km à vol d'oiseau, est de 12,6 °C et le cumul annuel moyen de précipitations est de 815,9 mm,. Pour l'avenir, les paramètres climatiques de la commune estimés pour 2050 selon différents scénarios d'émission de gaz à effet de serre sont consultables sur un site dédié publié par Météo-France en novembre 2022.

## Urbanisme

### Typologie
Au 1er janvier 2024, Beaurepaire est catégorisée bourg rural, selon la nouvelle grille communale de densité à sept niveaux définie par l'Insee en 2022.
Elle est située hors unité urbaine. Par ailleurs la commune fait partie de l'aire d'attraction des Herbiers, dont elle est une commune de la couronne,. Cette aire, qui regroupe 15 communes, est catégorisée dans les aires de 50 000 à moins de 200 000 habitants,.

### Occupation des sols
L'occupation des sols de la commune, telle qu'elle ressort de la base de données européenne d’occupation biophysique des sols Corine Land Cover (CLC), est marquée par l'importance des territoires agricoles (95,3 % en 2018), en diminution par rapport à 1990 (97,7 %). La répartition détaillée en 2018 est la suivante : 
terres arables (61,1 %), zones agricoles hétérogènes (21,3 %), prairies (12,8 %), zones urbanisées (3,7 %), zones industrielles ou commerciales et réseaux de communication (1 %). L'évolution de l’occupation des sols de la commune et de ses infrastructures peut être observée sur les différentes représentations cartographiques du territoire : la carte de Cassini (XVIIIe siècle), la carte d'état-major (1820-1866) et les cartes ou photos aériennes de l'IGN pour la période actuelle (1950 à aujourd'hui).

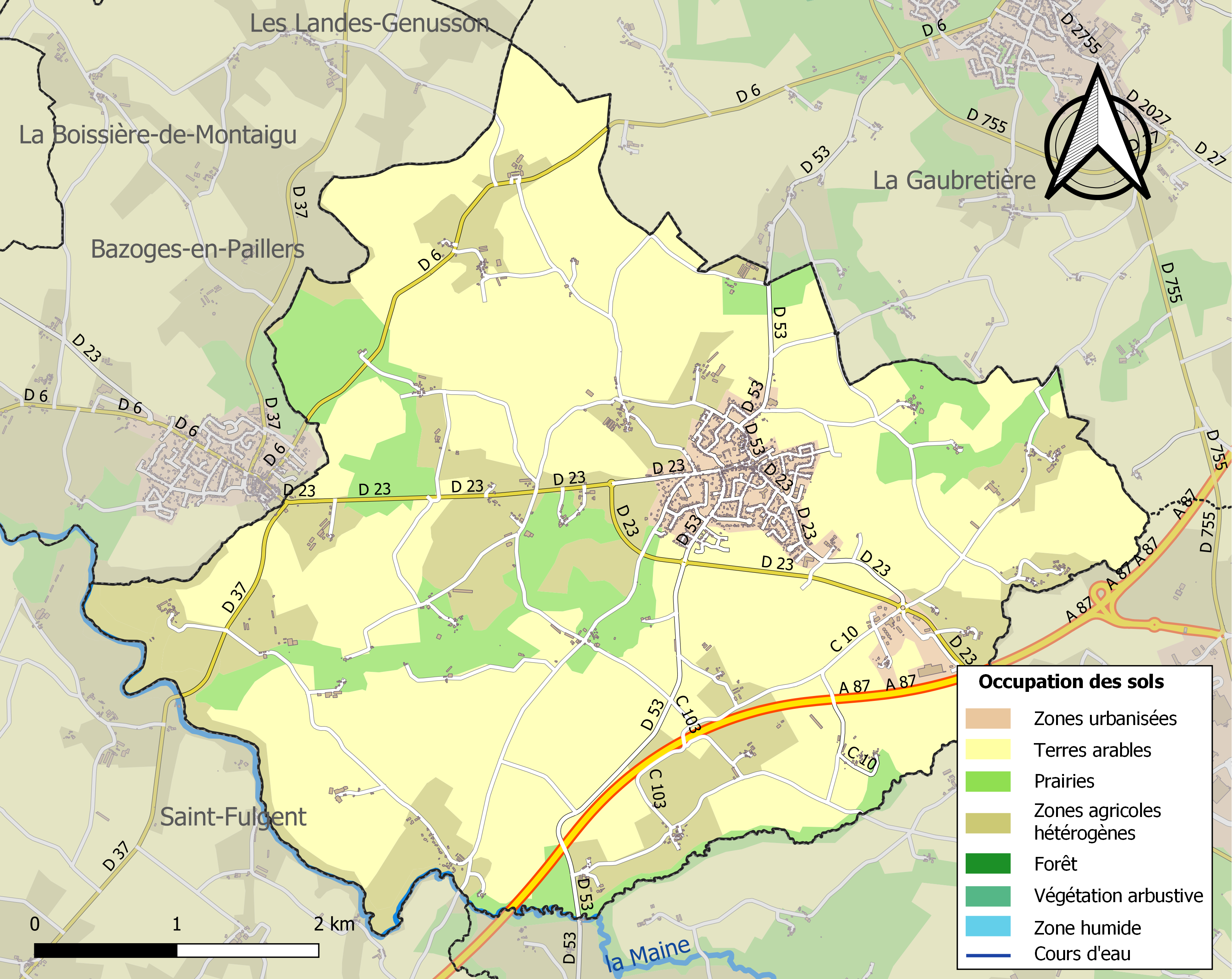
Carte des infrastructures et de l'occupation des sols de la commune en 2018 (CLC).

## Toponymie
En poitevin, la commune est appelée Bearepére.

## Histoire
Beaurepaire se développe autour d'une maison de chasse, le Grand Logis, construite au XIIe siècle par les vicomtes de Thouars, au bord de deux immenses étangs. 
Gilles de Rais devient seigneur de Beaurepaire en épousant une fille du dernier vicomte de Thouars. La paroisse a été érigée au XVe siècle par la veuve de Gilles de Rais. Au XVIe siècle, les Girards, nouveaux seigneurs de Beaurepaire, construisent leur château.
En 2006, la commune est le lieu de tournage du clip de la chanson Louxor, j'adore du chanteur Philippe Katerine, clin d’œil à la boîte de nuit du même nom située à Clisson, et qui connaîtra un succès notable,.

## Héraldique
| Blason | Blasonnement : D'azur aux trois chevrons d'or. |

## Politique et administration

### Liste des maires
| Période      | Période               | Identité                                      | Étiquette | Qualité                                                                                |
| ------------ | --------------------- | --------------------------------------------- | --------- | -------------------------------------------------------------------------------------- |
| 1790         | 1792                  | Charles Girard                                |           | Châtelin                                                                               |
| 1792         | 1793                  | René Bourasseau                               |           | Maréchal-ferrant                                                                       |
| 1793         | 1795                  | Jean Duterte                                  |           | Fermier                                                                                |
|              |                       |                                               |           |                                                                                        |
| 1799         | 1810                  | Jean Pallard                                  |           | Maréchal                                                                               |
| 1810         | 1814                  | Pierre Bousseau                               |           | Fermier                                                                                |
| 1814         | 1820                  | Jean-Baptiste Godreau                         |           | Notaire                                                                                |
| 1820         | 1829                  | Jean Bernard                                  |           | Cultivateur                                                                            |
| 1829         | 1830                  | Pierre Cornesse                               |           | Notaire                                                                                |
| 1830         | 1835                  | Louis-Joseph Damour (1802-1867)               |           | Médecin, propriétaire du château de la Richerie                                        |
| 1836         | 1837                  | Pierre Bossard                                |           | Farinier                                                                               |
| 1837         | 1837                  | Pierre Bousseau                               |           | Fermier                                                                                |
| 1838         | 1845                  | Louis Retailleau                              |           | Fermier                                                                                |
| 1845         | 1847                  | Pierre Libaud                                 |           | Propriétaire                                                                           |
| 1847         | mars 1867 (décès)     | Louis-Joseph Damour (1802-1867)               |           | Médecin, propriétaire du château de la Richerie Conseiller d'arrondissement            |
| 1867         | 1870                  | Émile Damour (1840-1924, fils du précédent)   |           | Médecin                                                                                |
| 1870         | 1874                  | Emmanuel Blé                                  |           | Juge de paix du canton des Herbiers                                                    |
| 1874         | 1876                  | Pierre Pinet                                  |           | Chapentier                                                                             |
| 1876         | 1879                  | Émile Damour (1840-1924)                      |           | Médecin                                                                                |
| 1879         | 1881                  | Louis Bousseau                                |           | Fermier                                                                                |
| 1881         | 1886                  | Émile Damour (1840-1924)                      |           | Médecin                                                                                |
| 1886         | 1888                  | Louis Bousseau                                |           | Fermier                                                                                |
| 1888         | octobre 1924 (décès)  | Émile Damour (1840-1924)                      |           | Médecin                                                                                |
| 1924         | décembre 1962 (décès) | Firmin Damour, (1872-1962, fils du précédent) |           | Retraité Chevalier de la Légion d'honneur (1957)                                       |
| février 1963 | mars 1971             | Clément Poirier                               |           | Quincailler, adjoint au maire (1950 → 1962)                                            |
| mars 1971    | mars 1977             | Monique Damour                                |           | Mère au foyer                                                                          |
| mars 1977    | mars 1983             | René Soulard                                  |           | Agent d'assurances                                                                     |
| mars 1983    | juin 1995             | Émile Girardeau                               | DVD       | Boulanger, ancien adjoint au maire                                                     |
| juin 1995    | mars 2008             | André Grolleau                                | DVD       | Directeur commercial                                                                   |
| mars 2008    | mai 2020              | Jean-Pierre Deniaud,                          | SE        | Responsable produit d'une société en informatique                                      |
| mai 2020     | En cours              | Franck Gauthier                               | SE        | Agent commercial indépendant 5e vice-président de la CC du Pays des Herbiers (2020 → ) |

## Population et société

### Démographie

#### Évolution démographique
L'évolution du nombre d'habitants est connue à travers les recensements de la population effectués dans la commune depuis 1800. Pour les communes de moins de 10 000 habitants, une enquête de recensement portant sur toute la population est réalisée tous les cinq ans, les populations de référence des années intermédiaires étant quant à elles estimées par interpolation ou extrapolation. Pour la commune, le premier recensement exhaustif entrant dans le cadre du nouveau dispositif a été réalisé en 2007.

En 2022, la commune comptait 2 406 habitants, en évolution de +1,6 % par rapport à 2016 (Vendée : +5,33 %, France hors Mayotte : +2,11 %).
| 1800 | 1806 | 1821  | 1831  | 1836  | 1841  | 1846  | 1851  | 1856  |
| ---- | ---- | ----- | ----- | ----- | ----- | ----- | ----- | ----- |
| 708  | 956  | 1 188 | 1 056 | 1 112 | 1 178 | 1 161 | 1 193 | 1 241 |

| 1861  | 1866  | 1872  | 1876  | 1881  | 1886  | 1891  | 1896  | 1901  |
| ----- | ----- | ----- | ----- | ----- | ----- | ----- | ----- | ----- |
| 1 273 | 1 328 | 1 346 | 1 378 | 1 432 | 1 540 | 1 542 | 1 514 | 1 557 |

| 1906  | 1911  | 1921  | 1926  | 1931  | 1936  | 1946  | 1954  | 1962  |
| ----- | ----- | ----- | ----- | ----- | ----- | ----- | ----- | ----- |
| 1 511 | 1 488 | 1 268 | 1 288 | 1 276 | 1 255 | 1 266 | 1 280 | 1 300 |

| 1968  | 1975  | 1982  | 1990  | 1999  | 2006  | 2007  | 2012  | 2017  |
| ----- | ----- | ----- | ----- | ----- | ----- | ----- | ----- | ----- |
| 1 262 | 1 201 | 1 240 | 1 368 | 1 551 | 1 927 | 1 982 | 2 248 | 2 401 |

| 2022  | - | - | - | - | - | - | - | - |
| ----- | - | - | - | - | - | - | - | - |
| 2 406 | - | - | - | - | - | - | - | - |

#### Pyramide des âges
En 2018, le taux de personnes d'un âge inférieur à 30 ans s'élève à 41,2 %, soit au-dessus de la moyenne départementale (31,6 %). À l'inverse, le taux de personnes d'âge supérieur à 60 ans est de 17,5 % la même année, alors qu'il est de 31,0 % au niveau départemental.
En 2018, la commune comptait 1 209 hommes pour 1 216 femmes, soit un taux de 50,14 % de femmes, légèrement inférieur au taux départemental (51,16 %).
Les pyramides des âges de la commune et du département s'établissent comme suit.
| Hommes | Classe d’âge | Femmes |
| ------ | ------------ | ------ |
| 0,8    | 90 ou +      | 2,0    |
| 3,9    | 75-89 ans    | 6,4    |
| 10,6   | 60-74 ans    | 11,2   |
| 19,7   | 45-59 ans    | 17,1   |
| 22,8   | 30-44 ans    | 23,2   |
| 16,9   | 15-29 ans    | 16,0   |
| 25,3   | 0-14 ans     | 24,3   |

| Hommes | Classe d’âge | Femmes |
| ------ | ------------ | ------ |
| 0,8    | 90 ou +      | 2,2    |
| 8,7    | 75-89 ans    | 11,1   |
| 20,3   | 60-74 ans    | 21,3   |
| 20     | 45-59 ans    | 19,4   |
| 17,5   | 30-44 ans    | 16,8   |
| 15     | 15-29 ans    | 13,2   |
| 17,7   | 0-14 ans     | 16,1   |

## Sports
La commune de Beaurepaire dispose d'un club de football, l'USBB, en partenariat avec la commune de Bazoges-en-Paillers. L'USBB a été créée en juillet 1992, de l'Intrépide Beaurepaire (en rouge) et l'Espoir Bazogeais (en jaune).

## Lieux et monuments
- La coulée Verte
- Église Saint-Laurent datant du XVe siècle
- Moulin des Ardilliers du XIXe siècle
- Le Grand Logis - centre bourg
- L'étang aux Canards

## Personnalités liées à la commune
- Jacques-Alexis de Verteuil (1726-1793), officier royaliste de la guerre de Vendée, né à Beaurepaire.
- Marie-Rose Tessier (1910-), doyenne des français depuis 2023, y est née.
- Nicolas de Villiers (1979-), chef d’entreprise français, fils de Philippe de Villiers, président depuis 2012 du Puy du Fou France y vit[28].